# Torre Sant'Emiliano
Torre Sant'Emiliano è una torre costiera del Salento posta sul litorale di Otranto, a metà strada fra Punta Palascìa e Porto Badisco. È posizionata a 50 metri sul livello del mare. Costruita nel XVI secolo durante il regno di Carlo V, aveva funzioni difensive come tutte le altre torri costiere.

## Struttura
Ha una forma troncoconica e misura 9 metri di diametro. Necessita di un restauro, visti i segni di cedimento.
Comunicava a nord con Torre Palascìa e a sud con la torre che sorgeva a Porto Badisco.